# Pidhorodne
Pidhorodne (en ukrainien : Підгородне) ou Podgorodnoïe (en russe : Подгородное) est une ville de l'oblast de Dnipropetrovsk, en Ukraine. Sa population s'élevait à 18 400 habitants en 2024.

## Géographie
Pidhorodne est arrosée par les rivières Kyltchen et Samara et se trouve à 10 km au nord du centre de Dnipro, dans le Donbass.

## Histoire
La première mention d'un village sur le site actuel de Pidhorodne remonte au début du XVIIe siècle. En 1778, il devient un sloboda. La totalité de la population du village disparaît, privée de toute nourriture par les autorités soviétiques pendant l'Holodomor.
Pidhorodne a le statut de ville depuis 1981. C'est aujourd'hui une banlieue résidentielle de Dnipro. Sa population, qui avait diminué dans les années 1990, connaît une légère reprise.

## Population
Recensements (*) ou estimations de la population :
| 1939*  | 1959*  | 1970*  | 1979*  | 1989*  |
| ------ | ------ | ------ | ------ | ------ |
| 12 537 | 13 262 | 17 423 | 23 490 | 19 219 |

| 2001*  | 2010   | 2011   | 2012   | 2013   |
| ------ | ------ | ------ | ------ | ------ |
| 17 763 | 19 148 | 19 322 | 19 397 | 19 498 |